# Tischtennis-Europameisterschaft 1980
Die 12. Tischtennis-Europameisterschaft fand vom 5. bis 13. März 1980 in Bern in der Eissporthalle Allmend statt.
Am erfolgreichsten war diesmal die UdSSR, deren Damen sich drei Goldmedaillen sicherten: Die Damenmannschaft, Valentina Popová im Einzel und Narine Antonyan/Valentina Popová im Damendoppel. Bei den Herren gewann Schweden den Mannschaftswettbewerb, der Engländer John Hilton im Einzel und die Franzosen Jacques Secrétin/Patrick Birocheau das Doppel. Im Mixed siegten Milan Orlowski/Ilona Uhlíková aus der ČSSR.
Die deutsche Herrenmannschaft wurde Zweiter hinter Schweden, Engelbert Hüging und Ursula Kamizuru erreichten in den Einzelwettbewerben das Viertelfinale.
Enttäuschend verlief das Endspiel im Herren-Einzel. Hier trafen die Überraschungsfinalisten John Hilton und Josef Dvořáček aufeinander. Während Dvořáček eine günstige Auslosung hatte, schlug John Hilton in durchaus sehenswerten Spielen die Vorjahressieger Gergely und Secrétin durch eine für das Schlägermaterial untypische Allround-Spielweise mit Topspinangriff und beidhändig harten Zwischenschlägen. Das Finale hingegen war „nicht mit anzusehen“ (Winfried Stöckmann), da Dvořáček völlig überfordert mehr Fehler als Ballwechsel produzierte. Die bei der letzten Europameisterschaften so erfolgreichen Ungarn holten diesmal keine Goldmedaille.
Erstmals waren bei einer Europameisterschaft außer der DDR Vertreter aller ETTU-Mitgliedsverbände am Start.

## Austragungsmodus Mannschaften
Insgesamt nahmen 31 Herren- und 29 Damenteams teil.
Der Austragungsmodus für die Mannschaften war der gleiche wie bei der vorherigen Europameisterschaft 1978. Sowohl bei den Damen als auch bei den Herren traten die 12 Erstplatzierten der letzten EM 1978 in Kategorie 1 in den Sechser-Gruppen A und B an, wo sie um den Titel spielten. Die restlichen Nationen wurden in Kategorie 2 ebenfalls auf zwei Gruppen aufgeteilt.
Analog dem Paarkreuzsystem (ohne Doppel) spielten die Ersten und Zweiten der Gruppen A und B die Plätze 1 bis 4 aus, die Dritten und Vierten die Plätze 5 bis 8, die Fünften und Sechsten die Plätze 9 bis 12.
Die Ersten der restlichen Gruppen kämpften in einer Runde Jeder gegen Jeden um die Plätze 13 bis 17 bei den Herren bzw. um die Plätze 13 bis 16 bei den Damen, die Zweiten um die Plätze 18 bis 22 bei den Herren bzw. um die Plätze 17 bis 20 bei den Damen usw.
Ein Mannschaftskampf wurde bei den Herren nach dem Swaythling-Cup-System bei Dreiermannschaften, d. h. Jeder gegen Jeden ohne Doppel durchgeführt. Die Damen spielten nach dem Corbillon-Cup-System für Zweiermannschaften.
|       | Kategorie 1 | Kategorie 1 | Kategorie 2 | Kategorie 2  |
| Platz | Gruppe A    | Gruppe B    | Gruppe A    | Gruppe B     |
| ----- | ----------- | ----------- | ----------- | ------------ |
| 1.    | Ungarn      | England     | Dänemark    | Österreich   |
| 2.    | Deutschland | Schweden    | Finnland    | Niederlande  |
| 3.    | Frankreich  | ČSSR        | Norwegen    | Schottland   |
| 4.    | Polen       | UdSSR       | Luxemburg   | Griechenland |
| 5.    | Jugoslawien | Rumänien    | Spanien     | Belgien      |
| 6.    | Italien     | Bulgarien   | Schweiz     | Türkei       |
| 7.    |             |             | Wales       | Irland       |
| 8.    |             |             | Guernsey    | Portugal     |
| 9.    |             |             | Jersey      | Malta        |
| 10.   |             |             |             | Island       |

|       | Kategorie 1 | Kategorie 1 | Kategorie 2 | Kategorie 2  |
| Platz | Gruppe A    | Gruppe B    | Gruppe A    | Gruppe B     |
| ----- | ----------- | ----------- | ----------- | ------------ |
| 1.    | Ungarn      | England     | Niederlande | Polen        |
| 2.    | UdSSR       | Rumänien    | Finnland    | Schweiz      |
| 3.    | Frankreich  | ČSSR        | Dänemark    | Österreich   |
| 4.    | Jugoslawien | Schweden    | Norwegen    | Griechenland |
| 5.    | Deutschland | Bulgarien   | Spanien     | Belgien      |
| 6.    | Irland      | Luxemburg   | Schottland  | Türkei       |
| 7.    |             |             | Wales       | Italien      |
| 8.    |             |             | Guernsey    | Jersey       |
| 9.    |             |             | Malta       |              |

Aufstieg
1. 1 2 3 4  Aufsteiger

Abstieg
1. 1 2 3 4  Absteiger

## Abschneiden der Deutschen
Bundestrainer war der Herren war Istvan Korpa, die Damenmannschaft wurde von Klaus Schmittinger und Hannelore Schlaf betreut.

### Herrenmannschaft Deutschland
Die deutsche Herrenmannschaft kam in der Vorrundengruppe A auf Platz zwei. Sie gewann gegen Frankreich, Italien, Polen und Jugoslawien, unterlag dagegen dem Team von Ungarn. In der Zwischenrunde ging es somit um die Plätze 1 bis 4. Hier besiegte sie im Halbfinale England mit 5:4 und verlor danach das Endspiel gegen Schweden mit dem gleichen Ergebnis.

### Damenmannschaft Deutschland
Die deutschen Damen starteten in der Vorrundengruppe A und gewannen hier lediglich gegen Irland. Die restlichen Spiele gegen die UdSSR, Ungarn, Frankreich und Jugoslawien gingen verloren. Somit reichte es für Platz 5 und in der Zwischenrunde um Kampf um die Plätze 9 bis 12. Nach Siegen über Luxemburg und Bulgarien wurden sie Neunter.

### Herreneinzel
- Engelbert Hüging: Sieg gegen Rene Hijne (Niederlande), Johnny Hansen (Dänemark), János Takács (Ungarn), Milan Orlowski (ČSSR), Niederlage im Viertelfinale gegen Jacques Secrétin (Frankreich)
- Jochen Leiß: Freilos, Sieg gegen Eric Lorand (Belgien), Damir Jurcic (Jugoslawien), Niederlage gegen Desmond Douglas (England)
- Peter Stellwag: Freilos, Sieg gegen Michael Daugard (Dänemark), Waleri Schewtschenko (UdSSR), Niederlage gegen Patrick Birocheau (Frankreich)
- Wilfried Lieck: Freilos, Sieg gegen Stefan Dryszel (Polen), Niederlage gegen John Hilton (England)
- Heiner Lammers: Sieg in der Qualifikation gegen Peter Borg Cardona (Malta), Remo De Prophetis (Belgien), Sieg in den Hauptrunden gegen Dolleris (Dänemark), Martin Hafen (Schweiz), Niederlage gegen Patrick Birocheau (Frankreich)
- Ralf Wosik: Sieg in der Qualifikation gegen Hoegni Carlsson (Färöer-Inseln), Wykes (Jersey), Sieg in den Hauptrunden gegen Anwar Majid (Schottland), Niederlage gegen Stellan Bengtsson (Schweden)

### Dameneinzel
- Ursula Kamizuru: Sieg gegen Stephien Van Gennip (Niederlande), Carine Risch (Luxemburg), Beatrix Kisházi (Ungarn), Niederlage im Viertelfinale gegen Ilona Uhlíková (ČSSR)
- Wiebke Hendriksen: Sieg gegen Zsuzsa Oláh (Ungarn), Niederlage gegen Éva Ferenczi (Rumänien)
- Kirsten Krüger: Sieg in der Qualifikation gegen Jones (Wales), Weronika Sikora (Polen), Sieg in den Hauptrunden gegen Liana Macean (Rumänien), Niederlage gegen Gabriella Szabó (Ungarn)
- Monika Kneip-Stumpe: Sieg in der Qualifikation gegen Ioanna Moraitou (Griechenland), Niederlage gegen Fliura Bulatowa (UdSSR)

### Herrendoppel
- Jochen Leiß/Peter Stellwag: Sieg gegen Tibor Kreisz/Christian Martin (Ungarn/Frankreich), Rudolf Tschanz/Beck (Schweiz), Rene Hijne/Van Spanje (Niederlande), Niederlage im Viertelfinale gegen Jacques Secrétin/Patrick Birocheau (Frankreich)
- Wilfried Lieck/Ralf Wosik: Niederlage gegen Konstantinos Priftis/Dimitrios Zikos (Griechenland)
- Engelbert Hüging/Desmond Douglas (England): Sieg gegen Stanislaw Fraczyk/Ryszard Czochanski (Polen), Camille Pütz/Andre Hartmann (Luxemburg), Niederlage gegen Gábor Gergely/Milan Orlowski (Ungarn/ČSSR)
- Heiner Lammers/Erik Lindh (Schweden): Sieg gegen Van Spanje/Han Gootzen (Niederlande), Niederlage gegen Jindřich Panský/Josef Dvořáček (ČSSR)

### Damendoppel
- Ursula Kamizuru/Kirsten Krüger: Sieg gegen Carine Risch/Nadine Deltour (Luxemburg), Niederlage gegen Dubravka Fabri/Branka Batinić (Jugoslawien)
- Wiebke Hendriksen/Beatrix Kisházi (Ungarn): Niederlage gegen Ludmila Bakshutova/Fliura Bulatowa (UdSSR)
- Monika Kneip-Stumpe/Zsuzsa Oláh (Ungarn): Niederlage gegen Narine Antonyan/Valentina Popová (UdSSR)

### Mixed
- Wilfried Lieck/Wiebke Hendriksen: Sieg gegen Ivan Stoyanov/Daniela Gergeltschewa (Bulgarien), Josef Dvořáček/Alice Pelikanova (ČSSR), Niederlage im Viertelfinale gegen Desmond Douglas/Nicky Jarvis (England)
- Ralf Wosik/Ursula Kamizuru: Sieg gegen Stellan Bengtsson/Eva Strömvall (Schweden), Niederlage gegen Zoran Kalinić/Gordana Perkučin (Jugoslawien)
- Jochen Leiß/Monika Kneip-Stumpe: Sieg gegen Djevat Hassanov/Nejkova (Bulgarien), Niederlage gegen Andrzej Grubba/Bettine Vriesekoop (Polen/Niederlande)
- Heiner Lammers/Kirsten Krüger: Niederlage in der Qualifikation gegen Didier Leroy/Barbara Lippens (Belgien)

## Wissenswertes
- Die Klimatisierung der Eissporthalle bereitete Probleme. Die Erwärmung mit Gebläsen sorgte für störende Luftwirbel im Spielbereich.[3]
- Erstmals bei einer Europameisterschaft wurden bei Siegerehrungen Fahnen gehisst und Nationalhymnen abgespielt.[4]
- Hannelore Schlaf betreute beim Spiel gegen Ungarn zum 300. Mal das deutsche Damenteam.[5]
- Peter Stellwag wurde für sein 75. Länderspiel – Spiel gegen Frankreich – mit der goldenen Länderspielnadel des DTTB geehrt.[5][4]
- Jaroslav Staněk (ČSSR) gewann das Journalistenturnier.[4]
- Georg Böhm kehrte nach dieser EM nicht in sein Heimatland Rumänien zurück. Stattdessen emigrierte er nach Deutschland.

## Ergebnisse
| Wettbewerb        | Rang | Sieger                                                                                      |
| ----------------- | ---- | ------------------------------------------------------------------------------------------- |
| Mannschaft Herren | 1.   | Schweden (Ulf Carlsson, Stellan Bengtsson, Ulf Thorsell, Erik Lindh, Mikael Appelgren)      |
| Mannschaft Herren | 2.   | Deutschland (Peter Stellwag, Engelbert Hüging, Wilfried Lieck, Jochen Leiß, Heiner Lammers) |
| Mannschaft Herren | 3.   | England (Desmond Douglas, Paul Day, John Hilton)                                            |
| Mannschaft Herren | 4.   | Ungarn (Gábor Gergely, István Jónyer, Tibor Klampár, Tibor Kreisz)                          |
| Mannschaft Herren | 14.  | Österreich (Erich Amplatz, Gottfried Bär, Andreas Zehetbauer, Günter Müller)                |
| Mannschaft Herren | 21.  | Schweiz (Le Thanh, Frey, Martin Hafen, Thomas Busin, Jurek Barcikowsky)                     |
| Mannschaft Damen  | 1.   | UdSSR (Narine Antonyan, Valentina Popová, Ludmila Bakshutova, Fliura Bulatowa)              |
| Mannschaft Damen  | 2.   | Ungarn (Judit Magos, Gabriella Szabó, Zsuzsa Oláh, Beatrix Kisházi)                         |
| Mannschaft Damen  | 3.   | Rumänien (Maria Alexandru, Éva Ferenczi, Liana Macean)                                      |
| Mannschaft Damen  | 4.   | England (Jill Hammersley, Carole Knight, Linda Jarvis, Anita Stevenson)                     |
| Mannschaft Damen  | 9.   | Deutschland (Wiebke Hendriksen, Ursula Kamizuru, Kirsten Krüger)                            |
| Mannschaft Damen  | 16.  | Schweiz (Franziska Weibel, Renate Wyder, Beatrice Witte, Carmen Witte)                      |
| Mannschaft Damen  | 18.  | Österreich (Dolores Fetter, Barbara Wiltsche, Elisabeth Deistler, Brigitte Gropper)         |
| Herren Einzel     | 1.   | John Hilton (ENG)                                                                           |
| Herren Einzel     | 2.   | Josef Dvořáček (ČSSR)                                                                       |
| Herren Einzel     | 3.   | Stellan Bengtsson (SWE)                                                                     |
| Herren Einzel     | 3.   | Jacques Secrétin (FRA)                                                                      |
| Damen Einzel      | 1.   | Valentina Popová (UdSSR)                                                                    |
| Damen Einzel      | 2.   | Gordana Perkučin (JUG)                                                                      |
| Damen Einzel      | 3.   | Ilona Uhlíková (ČSSR)                                                                       |
| Damen Einzel      | 3.   | Bettine Vriesekoop (NED)                                                                    |
| Herren Doppel     | 1.   | Jacques Secrétin/Patrick Birocheau (FRA)                                                    |
| Herren Doppel     | 2.   | Dragutin Šurbek/Antun Stipančić (YUG)                                                       |
| Herren Doppel     | 3.   | Gábor Gergely/Milan Orlowski (HUN/ČSSR)                                                     |
| Herren Doppel     | 3.   | Tibor Klampár/István Jónyer (HUN)                                                           |
| Damen Doppel      | 1.   | Narine Antonyan/Valentina Popová (UdSSR)                                                    |
| Damen Doppel      | 2.   | Maria Alexandru/Liana Macean (Rumänien)                                                     |
| Damen Doppel      | 3.   | Jolanta Szatko/Malgorzata Urbanska (POL)                                                    |
| Damen Doppel      | 3.   | Jill Hammersley/Linda Jarvis (ENG)                                                          |
| Mixed             | 1.   | Milan Orlowski/Ilona Uhlíková (ČSSR)                                                        |
| Mixed             | 2.   | Desmond Douglas/Linda Jarvis (ENG)                                                          |
| Mixed             | 3.   | Antun Stipančić/Eržebet Palatinuš (YUG)                                                     |
| Mixed             | 3.   | István Jónyer/Gabriella Szabó (HUN)                                                         |

## Teilnehmer

### Herren
| Rang | Nation       | Teilnehmer |
| ---- | ------------ | --- |
| 1    | Schweden     | Ulf Carlsson, Stellan Bengtsson, Ulf Thorsell, Erik Lindh, Mikael Appelgren                                                          |
| 2    | Deutschland  | Peter Stellwag, Engelbert Hüging, Wilfried Lieck, Jochen Leiß, Heiner Lammers, Ralf Wosik (I)                                        |
| 3    | England      | Desmond Douglas, Paul Day, John Hilton, Douglas Johnson (I), Graham Sandley (I)                                                      |
| 4    | Ungarn       | Gábor Gergely, István Jónyer, Tibor Klampár, Tibor Kreisz, Zsolt Kriston (I)                                                         |
| 5    | Frankreich   | Patrick Birocheau, Jacques Secrétin, Christian Martin, Bruno Parietti (I), Patrick Renversé (I)                                      |
| 6    | ČSSR         | Josef Dvořáček, Jindřich Panský, Milan Orlowski, Vladislav Broda (I), Zbynek Stepanek (I)                                            |
| 7    | Polen        | Leszek Kucharski, Andrzej Grubba, Stanislaw Fraczyk, Stefan Dryszel, Ryszard Czochanski (I), Andrzej Jacubowiecz (I)                 |
| 8    | UdSSR        | Waleri Schewtschenko, Bagrat Burnazjan, Mironas Kreeris, Igor Podnosov                                                               |
| 9    | Jugoslawien  | Dragutin Šurbek, Zoran Kalinić, Antun Stipančić, Damir Jurcic, Milivoj Karakašević, Stefan Kovac (I)                                 |
| 10   | Rumänien     | Georg Böhm, Serban Dobosi, Adrian Crișan, Eugen Florescu                                                                             |
| 11   | Bulgarien    | Djevat Hassanov, Stefan Stefanov, Ivan Stoyanov                                                                                      |
| 12   | Italien      | Giovanni Bisi, Roberto Giontella, Stefano Bosi, Massimo Costantini, Rosario Troilo, Luigi Manoni (I)                                 |
| 13   | Dänemark     | Bjarne Grimstrup, Claus Pedersen, Hansen, Michael Daugard, Norten Dolleris (I)                                                       |
| 14   | Österreich   | Erich Amplatz, Gottfried Bär, Andreas Zehetbauer, Günter Müller, Franz Waldhäusl (I)                                                 |
| 15   | Finnland     | Martti Autio, Jarmo Jokinen, Jukka Ikonen, Stefan Söderberg (I)                                                                      |
| 16   | Niederlande  | Han Gootzen, Jaap Van Spanje, Ron Van Spanje, Rene Hijne                                                                             |
| 17   | Norwegen     | Jorgen Gierloff, Tom Johansen, Pal Guttormsen, Gustavsen                                                                             |
| 18   | Luxemburg    | Camille Pütz, Andre Hartmann, Yves Maas, Michel Wolter                                                                               |
| 19   | Griechenland | Emmanuel Diakakis, Konstantinos Priftis, Dimitrios Zikos                                                                             |
| 20   | Schottland   | Richard Yule, Keith Rodger, David Mc Ilroy, Anwar Majid, David Hannah                                                                |
| 21   | Schweiz      | Le Thanh, Frey, Martin Hafen, Thomas Busin, Jurek Barcikowsky, Thomas Sadecky (I), Rudolf Tschanz (I), Beck (I), Bernard Chatton (I) |
| 22   | Spanien      | Salvador Moles, Jose Maria Pales, Jose Lupon, Pla, Luis Calvo                                                                        |
| 23   | Belgien      | Romain Schalley, Remo De Prophetis, Didier Leroy, Eric Lorand, Lambert Belien, Emiel van Krieken (I)                                 |
| 24   | Türkei       | Gurhan Yaldiz, Oktay Cimen, Ismail Hakki Oezcelik                                                                                    |
| 25   | Irland       | Colum Slevin, Kevin Keane, Martin Kinsella                                                                                           |
| 21   | Wales        | Mark Thomas, Nigel Thomas, David Welsman, Brian Everson (I)                                                                          |
| 27   | Portugal     | Jose Alvoeiro, Joaquim Marques, Jose Martins, Pinto                                                                                  |
| 28   | Guernsey     | Bethany Pipet, Ian Powell, Renouf |
| 29   | Jersey       | Clive Hansford, Bruce Gallichan, Vincent, Wykes                                                                                      |
| 30   | Malta        | Peter Borg Cardona, Mario Genovese, Alexander Anastasi                                                                               |
| 31   | Island       | Hjalmar Adalsteinsson, Hilmar Konradsson, Stefan Konradsson, Gunnar Finnbjörnsson, Ragnar Ragnarsson (I)                             |
| 99   | NN           | Christiansen (I), Ellefsen (I), Frank (I), Greter (I), Kehagias (I), Sichel (I)                                                      |

### Damen
| Rang | Nation       | Teilnehmer                                                                                            |
| ---- | ------------ | --- |
| 1    | UdSSR        | Narine Antonyan, Valentina Popová, Ludmila Bakshutova, Fliura Bulatowa, Jolanta Danilevichute (I)     |
| 2    | Ungarn       | Judit Magos, Gabriella Szabó, Zsuzsa Oláh, Beatrix Kisházi                                            |
| 3    | Rumänien     | Maria Alexandru, Éva Ferenczi, Liana Macean                                                           |
| 4    | England      | Jill Hammersley, Carole Knight, Linda Jarvis, Anita Stevenson                                         |
| 5    | Jugoslawien  | Gordana Perkučin, Eržebet Palatinuš, Dubravka Fabri, Branka Batinić (I)                               |
| 6    | Frankreich   | Claude Bergeret, Nadine Daviaud, Brigitte Thiriet, Pascale Bibaut (I)                                 |
| 7    | Schweden     | Eva Strömvall, Ann-Christin Hellman, Kristina Nilsson, Marie Lindblad                                 |
| 8    | ČSSR         | Ilona Uhlíková, Marie Hrachová, Blanka Šilhánová, Alice Pelikanova                                    |
| 9    | Deutschland  | Wiebke Hendriksen, Ursula Kamizuru, Kirsten Krüger                                                    |
| 10   | Bulgarien    | Daniela Gergeltschewa, Emilia Neikova                                                                 |
| 11   | Luxemburg    | Carine Risch, Malou Toussaint, Nadine Deltour                                                         |
| 12   | Irland       | Anne Leonard, Karen Walker (Senior)                                                                   |
| 13   | Finnland     | Monica Grefberg, Sonja Grefberg, Eva Malmberg                                                         |
| 14   | Niederlande  | Sandra de Kruiff, Stephien Van Gennip, Bettine Vriesekoop, Jolanda Noordam                            |
| 15   | Polen        | Jolanta Szatko, Malgorzata Urbanska, Weronika Sikora, Kucharski                                       |
| 16   | Schweiz      | Franziska Weibel, Renate Wyder, Beatrice Witte, Carmen Witte, Theresia Földy (I), Brigitte Hirzel (I) |
| 17   | Dänemark     | Dorte Hauth, Charlotte Polk, Annie Larsen                                                             |
| 18   | Österreich   | Dolores Fetter, Barbara Wiltsche, Elisabeth Deistler, Brigitte Gropper                                |
| 19   | Griechenland | Fotini Galanou, Loukia Skrivanou, Ekaterina Spanou, Ioanna Moraitou (I)                               |
| 20   | Norwegen     | Tone Folkeson, Kristin Hagen, Mette Monsen                                                            |
| 21   | Schottland   | Carole Dalrymple, Patrice Fleming                                                                     |
| 22   | Türkei       | Kadriye Poyrazoglu, Candemir                                                                          |
| 23   | Belgien      | Barbara Lippens, Carine Verachtert                                                                    |
| 24   | Spanien      | Pilar Lupon, Montserrat Sanahuja, Dolores Uribe, Pilar Gargallo (I)                                   |
| 25   | Italien      | Flavia Strino, Maccalli, Rosaria Mauriello, Alessandra Eccardi                                        |
| 26   | Wales        | Cathryn Jones, Stephanie Jones                                                                        |
| 27   | Guernsey     | Jayne Powell, Tina Powell                                                                             |
| 28   | Jersey       | Hughes, Pauline Soper                                                                                 |
| 29   | Malta        | Marie-Therese Chalmers, Moyra Pullicino                                                               |

(I) = nur in den Individualwettbewerben angetreten